# 斯科特·塔克
斯科特·塔克（英語：Scott Tucker，1976年2月18日—），美国男子游泳运动员。他曾代表美国参加1996年和2000年夏季奥林匹克运动会游泳比赛，获得一枚金牌和一枚银牌。